# Đà Lôi
Đà Lôi (tiếng Mông Cổ: ᠲᠤᠯᠤᠢ; k. 1191 – 1232) là con trai út của Thành Cát Tư Hãn và Bột Nhi Thiếp. Với tư cách là một trong những võ tướng nổi bật nhất tham gia các cuộc chinh phạt kỳ thủy của Mông Cổ, Đà Lôi là ứng cử viên triển vọng thừa kế ngai hãn sau cái chết của phụ thân vào năm 1227, rốt cuộc nắm quyền nhiếp chính Đế quốc Mông Cổ cho tới khi Oa Khoát Đài đăng cơ hai năm sau. Ông kết hôn với Toa Lỗ Hòa Thiếp Ni và hạ sinh nhiều người con trai, trong đó có Mông Kha và Hốt Tất Liệt, lần lượt giữ ngai khả hãn thứ tư và thứ năm của Mông Cổ, và Húc Liệt Ngột, người sáng lập Hãn quốc Y Nhi.
Không có nhiều ghi chép về hoạt động của Đà Lôi trong quá trình Thành Cát Tư Hãn vươn lên nắm quyền bính như những hoàng huynh (Truật Xích, Sát Hợp Đài, Oa Khoát Đài); song một khi trưởng thành, ông trở thành võ tướng thiện chiến nhất của phụ hãn. Đà Lôi chỉ huy nhiều cánh quân xâm lược nhà Kim ở Hoa Bắc giai đoạn 1211–1215 và các chiến tích trên lãnh thổ Khwarazm càng khẳng định uy danh của ông. Theo sau sự sụp đổ của Transoxiana vào năm 1220, Thành Cát Tư cử Đà Lôi đi đánh chiếm và bình định Khorasan. Ông thực hiện mệnh lệnh của phụ hãn với hiệu quả vượt bậc, công hạ các thành lớn như Merv, Nishapur, Herat, và khuất phục vô số thị trấn khác. Sử gia Ba Tư đương thời ước đoán số người chết trong hai cuộc thảm sát tại Nishapur và Merv là vào khoảng ba triệu; tuy bị coi là thổi phồng thái quá theo giới sử học hiện đại, những con số này vẫn là bằng chứng cho thấy sự tàn khốc bất thường trong cung cách xử sự đối với kẻ bại trận dưới tay Đà Lôi.
Vì sản nghiệp của thân phụ được truyền lại cho người con trai út trong gia đình Mông Cổ truyền thống, Đà Lôi luôn là một trữ quân tiềm năng. Quyền kế vị của ông được củng cố khi cả Truật Xích và Sát Hợp Đài bị loại khỏi tước trữ quân, lần lượt vì sự ngoài giá thú và ngạo mạn thái quá của mỗi hoàng huynh; Thành Cát Tư Hãn rốt cuộc lựa chọn Oa Khoát Đài thay vì Đà Lôi. Từ năm 1225, Đà Lôi suất lĩnh quân đội phạt Hạ và chứng kiến cái chết của phụ hạn giữa năm 1227; với danh nghĩa là con trai út, ông trở thành quốc giám Mông Cổ, quán xuyến hậu sự cho phụ hãn và tạm thời nắm quyền cai trị đất nước. Rất có thể ông đã cố tình trì hoãn khai mạc hội nghị quý tộc kurultai trong hai năm kế tiếp để kéo bè lập mình lên ngôi khả hãn; song sau rốt, ông tuyên thệ trung thành với hoàng huynh Oa Khoát Đài, người đăng cơ năm 1229, đúng như ý nguyện của cha.

## Tên gọi
Cái tên Latinh hóa "Tolui" (chữ Mông Cổ: ᠲᠤᠯᠤᠢ, chữ Kirin: Толуй, n.đ. '(cái) gương') cũng có thể được chuyển tự sang tiếng Anh là Toli hoặc Tuluy. Sử gia Isenbike Togan suy đoán rằng Thành Cát Tư đã từng có ý định thay thế tước hiệu otchigin, truyền thống được ban cho con trai út trong gia đình Mông Cổ thời tiền đế quốc, bằng tước hiệu "Tolui".

## Cuộc đời

### Dưới trướng Thành Cát Tư Hãn (k. 1191 – 1227)
Năm sinh của Đà Lôi là vấn đề bị tranh cãi; Christopher Atwood cho rằng ông sinh năm 1191 hoặc 1192, trong khi hai nhà Hán học Frederick W. Mote và Paul Ratchnevsky áng chừng ông sinh vào khoảng cuối những năm 1180. Đà Lôi là con trai út của Thiết Mộc Chân, tức Thành Cát Tư Hãn tương lai, và người vợ chính thất Bột Nhi Thiếp; những người anh trai của ông bao gồm Truật Xích (s. k. 1184), Sát Hợp Đài (s. k. 1185), và Oa Khoát Đài (s. k. 1186). Ngoài ra, ông có năm chị em ruột từ cao xuống thấp là Hỏa Thần Biệt Cát, Xà Xà Cán, A Lạt Hải Biệt Cát, Thốc Mãn Luân, và Giả Lập An Độn.
Ít lâu sau cuộc thảo phạt tộc Thát Đát của Thiết Mộc Chân k. 1196, Đà Lôi, khi đó còn nhỏ, là đối tượng của một vụ bắt cóc như được thuật lại trong hai sử liệu: bài thơ Mông Cổ bí sử thế kỷ thứ 13 của một tác giả khuyết danh và tập chính sử Jami' al-tawarikh thế kỷ thứ 14 do sử gia Ba Tư Rashid al-Din biên soạn. Theo Bí sử, cậu bé Đà Lôi 5 tuổi đã được cứu mạng bởi Altani, vợ của tướng quân Bác Nhĩ Hốt, người đã bám giữ tên thảo khấu Thát Đát cho tới khi hai chiến binh Mông Cổ xông ra chém chết hắn; Rashid al-Din thì kể rằng ông được cứu bởi anh trai nuôi Thất Cát Hốt Đồ Hốt với sự trợ giúp của một chú chó chăn cừu. Sau khi hãn của tộc Khắc Liệt là Thoát Lý bị đánh bại vào năm 1203, Đà Lôi cưới hai cháu gái của vị bại tướng là Toa Lỗ Hòa Thiếp Ni và Thoát Cổ Tư Khả Đôn làm vợ; cả hai bà đều theo Kitô giáo Nestorius. Đà Lôi và Toa Lỗ Hòa Thiếp Ni có với nhau con trai đầu lòng Mông Kha vào năm 1209; rồi Hốt Tất Liệt và Húc Liệt Ngột lần lượt chào đời vào năm 1215 và 1217, trong khi con trai út A Lý Bất Ca sinh sau đẻ muộn tới tận một thập kỷ. Đà Lôi cũng cưới Lingqun, con gái vương tử Khuất Xuất Luật của tộc Nãi Man, và có với bà một người con tên Hốt Đổ Đô.
Đà Lôi được coi là chiến binh giỏi nhất trong số những hoàng tử của Thiết Mộc Chân, người đã được suy tôn danh hiệu Thành Cát Tư Hãn tại đại nghị kurultai năm 1206. Ông suất lĩnh nhiều đạo quân trong chiến dịch xâm lược nhà Kim của Mông Cổ; khi Thành Cát Tư bị trúng tên trọng thương trong cuộc vây hãm Tây Kinh (nay là Đại Đồng), Đà Lôi được giao phó quyền chỉ huy lực lượng đồn trú bên ngoài cho tới lúc thoái lui. Cùng với anh rể Chigü, Đà Lôi leo lên tường thành Đức Hưng và giáp chiến với quân Kim vào mùa thu năm 1213, trong lúc đại quân Mông Cổ đang chuẩn bị tiến đánh ải Cư Dung.

#### Chiến dịch Khorasan (1221)

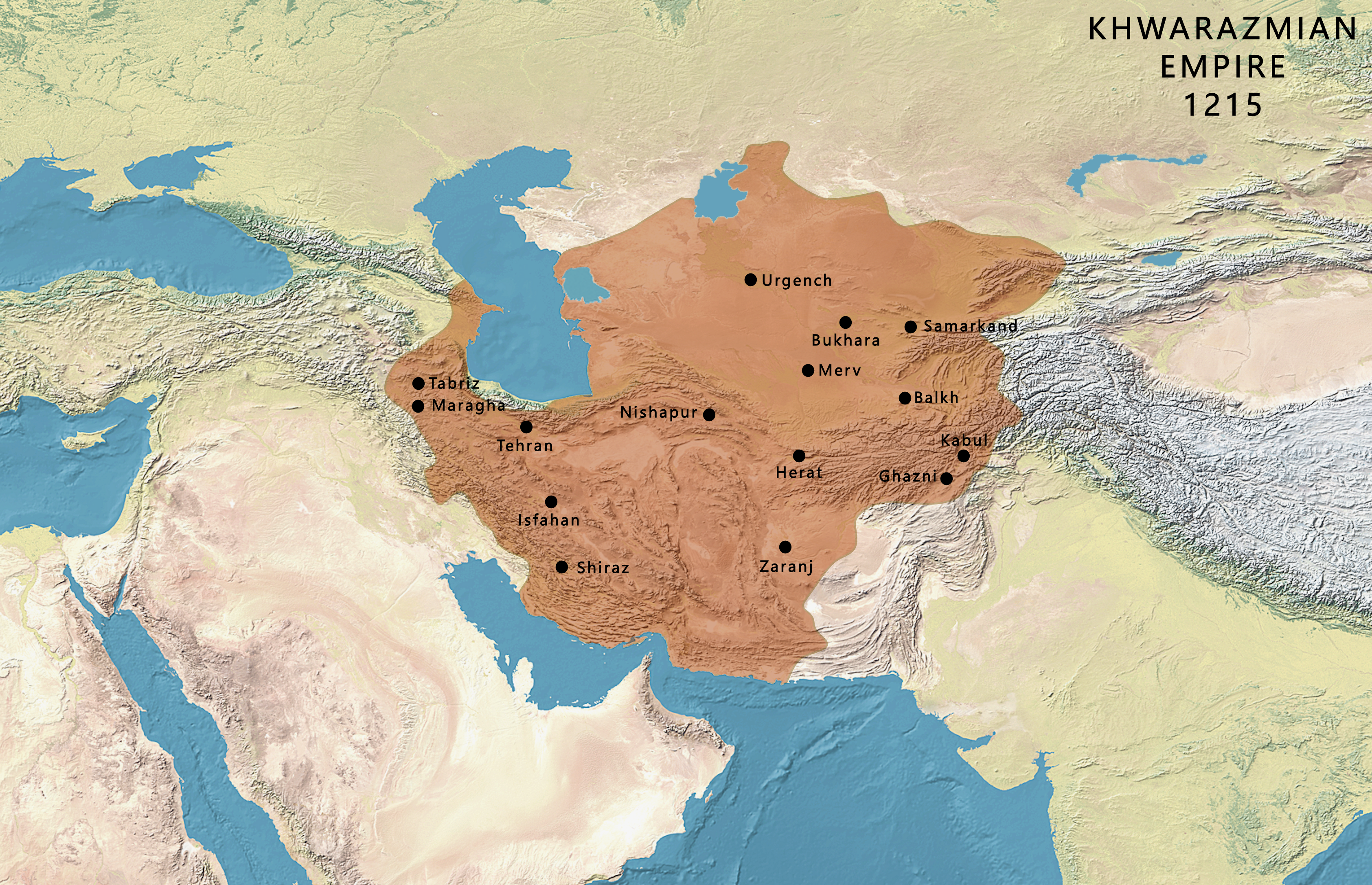
Bản đồ Đế quốc Khwarazm năm 1215; Đà Lôi được lệnh bình định vùng Khorasan, trung tâm của đế quốc.

Trong cuộc chinh phục Khwarazm, mở màn từ năm 1219, Đà Lôi ban đầu tòng chinh theo chân phụ hãn. Hai cha con bỏ qua thành Otrar đang bị vây hãm bởi các hoàng tử lớn hòng tấn công bất ngờ Transoxiana — cung điện của shah tại Samarkand và thành Bukhara lân cận — vào đầu năm 1220. Thành Bukhara thất thủ sau một trận vây hãm chớp nhoáng và Samarkand chịu chung số phận chỉ vài tháng sau. Thành Cát Tư nam tiến xuống Dãy Turkestan để binh lính nghỉ hè, trong khi Triết Biệt và Tốc Bất Đài tây tiến, và các hoàng tử tiếp tục tuần tiễu lãnh thổ thù địch; Thành Cát Tư triển quân trở lại vào mùa thu để đánh Termez. Đà Lôi và phụ hãn dành mùa đông năm 1220–21 truy quét phiến quân ở thượng nguồn sông Vakhsh, nay thuộc Tajikistan. Tại thời điểm này, Triết Biệt và Tốc Bất Đài đã tiến vào tây Iran, và những thành trì từng quy phục Mông Cổ tại Khorasan giờ đây dấy loạn; con rể của Thành Cát Tư là Toquchar bị quân khởi nghĩa Nishapur bắt giết vào tháng 11 năm 1220. Sau khi chiếm đoạt Balkh đầu năm 1221 và đương lúc công thành Taliqan, Thành Cát Tư đã cử Đà Lôi đi bình định Khorasan giàu có bằng bất cứ giá nào có thể. Theo sử gia J.A. Boyle, Đà Lôi thực hiện mệnh lệnh của phụ hãn "với một sự kỹ lưỡng mà khiến khu vực này không thể nào phục hồi".
Cánh quân của Đà Lôi cấu thành 1/10 lực lượng xâm lược của Mông Cổ cộng thêm số lính Khwarazm bị sung quân; sử gia Carl Sverdrup ước tính quân số của cánh này rơi vào khoảng 7.000. Đà Lôi khởi hành từ Balkh tới Murichaq, ngày nay nằm trên biên giới Afghanistan – Turkmenistan, rồi vượt sông Marghab và các phụ lưu của sông Kushk nhằm tiếp cận Merv từ phía nam. Ông mai phục và đánh tan một toán du kích người Turkmen trong đêm ngày 24 tháng 2 – những kẻ không bị bắt giết hoặc chết đuối đều chạy tản mác hết cả. Quân Mông đặt chân đến Merv vào ngày hôm sau. Sau sáu ngày dò la, Đà Lôi cho rằng cuộc vây hãm tiếp theo sẽ không phải chuyện một sớm một chiều. Thực tế tuy nhiên lại khác xa; nếm trải đòn công kích vào ngày thứ bảy, thị dân của Merv nhụt chí đầu hàng và giao nộp thành trì cho quân thù, cầu mong được hưởng khoan hồng. Đà Lôi thất hứa, lùa dân chúng ra ngoài đồng nội để giết chóc, chỉ hạ lệnh tha bổng cho một số thợ thủ công mỹ nghệ và con trẻ. Tương truyền mỗi lính Mông Cổ được giao nhiệm vụ giết từ 300–400 thị dân. Sử gia Ả Rập đương thời Ibn al-Athir ước đoán số người chết trong cuộc thảm sát là 700.000; trong khi sử gia Ba Tư Ata-Malik Juvayni, người chắp bút viết sử vài thập kỷ sau, kể rằng một giáo sĩ đã dành 13 ngày đếm xác chết và đưa ra con số 1.300.000.
Đà Lôi tiến về phía tây nam tới Nishapur. Một năm trước, shah Muhammad II của Đế quốc Khwarazm đã nương náu ở đây vào ngày 18 tháng 4 năm 1220 trên đường trốn chạy khỏi cuộc tiến công Transoxiana của Mông Cổ. Ông rời ngôi thành vào trung tuần tháng 5 cùng năm, suýt soát thoát khỏi cuộc truy kích của Triết Biệt và Tốc Bất Đài một ngày. Dân chúng trong thành đầu hàng hai viên tướng Mông Cổ; họ được yêu cầu hạ giải tường lũy và tiếp tế cho các cánh quân Mông đi qua, song thị dân trong thành không tuân chỉ mà sau còn nổi loạn, giết chết quan trấn thành Mông Cổ được cắt đặt tại đây là Toquchar. Jalal al-Din, đích trưởng tử và bấy giờ là trữ quân của Muhammad II quá cố, ghé qua Nishapur vào ngày 10 tháng 2 năm 1221 trên đường di tản khỏi đế đô Gurganj vì cuộc vây hãm đang diễn ra tại đây, tuy nhiên ông chỉ nán lại vài ngày rồi lập tức xuất hành tới Zozan.
Đà Lôi đặt chân đến Nishapur vào ngày 7 tháng 4. Choáng ngợp trước quân số của Mông Cổ, cư dân nơi đây lập tức tìm cách cầu hòa. Bởi việc giết con rể đại hãn bị coi là trọng tội, tất cả các điều khoản thỏa hiệp của thành phố bị bác bỏ; cuộc công thành bắt đầu vào chiều muộn ngày 7, tới ngày 9 tháng 4 thì ngã ngũ và thành phố thất thủ hoàn toàn vào ngày hôm sau. Theo Juvayni, Đà Lôi ra lệnh làm cỏ dân chúng trong thành; góa bụa của Toquchar tham gia chỉ đạo cuộc lạm sát, chiếu cố tha mạng cho 400 thợ thủ công. Không như ở Merv, con trẻ tại Nishapur cũng bị đem ra giết; xác của 1.747.000 nạn nhân, gồm cả chó mèo, chất thành đống. Nền đất sau đó bị cày xới để không gì có thể phục hồi. Đà Lôi cũng sai các toán du quân đi khuất phục các thị trấn như Abiward, Nasa, Tus, và Jajarm.
Tồn tại một chi tiết nhập nhằng xung quanh số phận của Herat, tòa thành lớn cuối cùng tại Khorasan: Sử gia thế kỷ thứ 20 Vasily Bartold dẫn nguồn dã sử địa phương những năm 1400, theo đó khẳng định rằng không một cư dân nào trong thành phố bị bách hại ngoại trừ binh lính đồn trú; sử gia Minhaj-i Siraj Juzjani, người từng đụng độ với quân Mông gần đó, thì khẳng định rằng sau cuộc bao vây kéo dài suốt 8 tháng, thành phố thất thủ và dân chúng bị thảm sát. Giờ đây ta biết rằng, dựa trên một cuốn biên niên sử tìm được vào năm 1944, từng có hai trận vây hãm khác nhau diễn ra tại Herat. Trận thứ nhất khơi mào do sứ thần Mông Cổ cử đi bị giết; Đà Lôi phẫn nộ tấn công dồn dập ngôi thành trong 8 ngày trời, rốt cuộc bắt giết được malik (tổng đốc) của thành phố. Đứng ở rìa hào, ông chiêu hàng dân chúng trong thành và hứa sẽ tỏ khoan hồng. Không như ở Merv, quân Mông tôn trọng lời hứa, chỉ đem 12.000 quân binh thủ thành ra tử hình. Sau khi cắt đặt quan giám hộ, Đà Lôi hội quân với phụ hãn tại Taliqan giữa năm 1221. Thành này sau đó nổi dậy và bị tướng Mông Cổ là Dã Lí Trí Cát Đái đánh dẹp. Tương truyền ông ta đã cho binh lính bản bộ giết hại từ 1.600.000–2.400.000 người trong một cuộc thảm sát kéo dài 7 ngày vào năm 1222.
Những con số nhắc đến bên trên thường bị coi là thổi phồng theo giới sử học hiện đại. Các cổ trấn như Merv, Nishapur và Herat chỉ có sức chứa hạn chế, và các nguồn sử liệu ghi nhận dân số hồi sinh một cách thần kì sau mỗi cuộc thảm sát — ví dụ, con trai nuôi của Thành Cát Tư, Thất Cát Hốt Đồ Hốt, được cho là đã thảm sát thêm 100.000 cư dân tại Merv vào tháng 11 năm 1221 sau khi thành này làm phản. Những con số này tuy vậy vẫn phản ánh một thảm họa nhân khẩu đáng kể mà dân địa phương xem là ngoài sức tưởng tượng. Sử gia Michal Biran bình rằng, sự truyền bá chiến sự kiểu Đông Á khốc liệt hơn vào thế giới Hồi giáo có thể được coi là một yếu tố gây ra sự choáng ngợp này.

### Nhiếp chính và vấn đề nối ngôi (1227–1229)

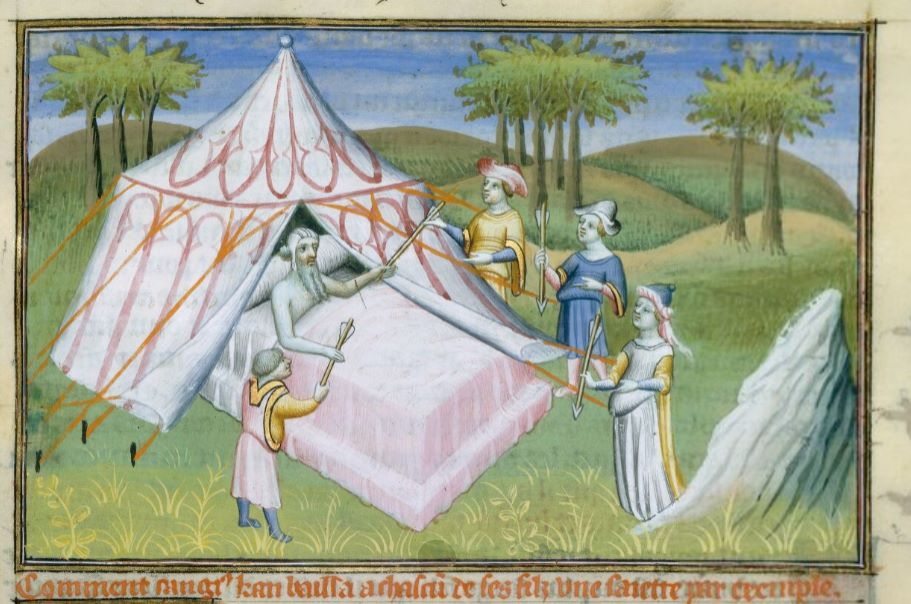
Thành Cát Tư Hãn trên giường bệnh dặn dò các hoàng tử, tiểu họa thế kỷ thứ 15 trong cuốn Livre des merveilles manuscript của Marco Polo.

Các bộ lạc thảo nguyên Mông Cổ không tuân theo một hệ thống kế thừa cố định nào. Thường thì người con trai út sẽ tiếp nối thân phụ, bởi vì chúng có ít thời gian nhất trong số các anh em để chiêu mộ tùy thần và gây dựng cơ đồ. Tuy nhiên, luật kế thừa kiểu này chỉ áp dụng cho tài sản, không phải tước hiệu. Thông qua hệ thống thái ấp Mông Cổ, Thành Cát Tư cấp phong đất đai và thần dân cho thân tộc. Anh em của vị khả hãn gồm Cáp Tát Nhi, Cáp Xích Ôn, Thiếp Mộc Cách (Thiết Mộc Ca) và Biệt Lặc Cổ Đài được ban cho các mảnh đất ở mạn đông của dãy núi Đại Hưng An, trong khi các hoàng tử được cấp đất bên mạn tây: Truật Xích tiếp quản các vùng đất xung quanh sông Irtysh trải dài tới Siberia và lãnh thổ của người Kipchak; Sát Hợp Đài tiếp quản đất Tây Liêu xung quanh Almaligh thuộc Turkestan; Oa Khoát Đài tiếp quản Dzungaria; còn Đà Lôi tiếp quản đất tổ quanh Dãy núi Altai.

### Dưới trướng Oa Khoát Đài và cái chết (1229–1232)
Dư đảng của nhà Kim tại Thiểm Tây tỏ ra hết sức ngoan cố dưới thời cai trị của Oa Khoát Đài: tướng quân cầm đầu của Kim đánh bại một đội quân Mông Cổ tại ải Đồng Quan vào năm 1230. Oa Khoát Đài khởi binh thân chinh vào mùa thu cùng năm; đồng hành với ông có Đà Lôi và con trai của hoàng đệ là Mông Kha, vốn được dưỡng dục bởi người vợ thứ ba không có con của Oa Khoát Đài là Angqui. Dòng thời gian diễn tiến chiến dịch phạt Kim sau đó không rõ ràng, bị làm trầm trọng thêm bởi truyền thống cắt bỏ thông tin cấm kỵ trong các bộ chính sử. Sau đây là diễn giải của Christopher Atwood: bại vong tại ải Đông Quan có lẽ đã kéo theo hai chiến bại tiếp theo, có liên quan đến danh tướng Tốc Bất Đài; những đình đốn này đã đe dọa đến triều đại của Oa Khoát Đài và buộc ông cũng như thân tộc phải tự tay hành động. Nhiều sử liệu thời Hốt Tất Liệt, một người con trai khác của Đà Lôi, cáo buộc sự lãnh đạo yếu kém của Oa Khoát Đài là lý do cho những thất bại triền miền của Mông Cổ, đồng thời tôn vinh Đà Lôi vì các chiến tích về sau cũng như những lời tham chính khôn ngoan của ông nhằm nguôi ngoai tính cách đay nghiến của hoàng huynh.

## Hậu duệ
Theo Nguyên sử, Đà Lôi có cả thảy 11 người con trai:
1. Möngke (Mông Kha), Đại Hãn thứ tư của Đế quốc Mông Cổ
2. Qutughtu (Hốt Đổ Đô)
3. Khuyết danh
4. Kublai (Hốt Tất Liệt), Đại Hãn thứ năm của Đế quốc Mông Cổ và Hoàng đế khai quốc nhà Nguyên
5. Khuyết danh
6. Hulagu (Húc Liệt Ngột), Hãn đầu tiên của hãn quốc Ilkhanate (hãn quốc Y Nhi)
7. Ariq Böke, (A Lý Bất Ca), người tranh ngôi Đại Hãn với Hốt Tất Liệt.
8. Bujek (Bát Xước)
9. Mukha (Mạt Ca)
10. Jurikha (Tuế Ca Đô)
11. Satukhtai (Tiết Biệt Đài)

## Tiểu thuyết hóa
Đà Lôi được tiểu thuyết hoá trở thành một nhân vật trong truyện Anh hùng xạ điêu của Kim Dung.
Trong truyện này, Đà Lôi kết nghĩa an đáp (kết nghĩa huynh đệ) với nhân vật chính Quách Tĩnh. Ông cũng là người đầu tiên đem quân tấn công thành Tương Dương nhưng do Thành Cát Tư Hãn đột nhiên ốm nặng nên đành rút quân về. Gần 20 năm sau, ông ốm nặng và qua đời, trao quyền lại cho con trai ông. Con trai của Đà Lôi liên tiếp tấn công Tương Dương nhưng đều thất bại dưới sự phòng thủ của Quách Tĩnh. Khi Quách Tĩnh đã già, cháu nội Đà Lôi đã đánh bại Tương Dương thành.

## Gia phả
Bên dưới là phả hệ gia tộc Đà Lôi theo Mote (1999:415). Tên của các khả hãn hoặc nhiếp chính Đại Mông Cổ Quốc được tô đen:
| Ha Ngạch Luân | Ha Ngạch Luân | Ha Ngạch Luân | Ha Ngạch Luân | Ha Ngạch Luân | Ha Ngạch Luân |  |  |                  |                  |                  |                  |                  |                  |  |  |              |              |              |              |              |              |  |  |             |             |             |             |             |             |  |  | Dã Tốc Cai     | Dã Tốc Cai     | Dã Tốc Cai     | Dã Tốc Cai     | Dã Tốc Cai     | Dã Tốc Cai     |  |  |                     |                     |                     |                     |                     |                     |  |  |             |             |             |             |             |             |  |  |  |  |  |  |  |  |  |  |  |  |  |  |
| Ha Ngạch Luân | Ha Ngạch Luân | Ha Ngạch Luân | Ha Ngạch Luân | Ha Ngạch Luân | Ha Ngạch Luân |  |  |                  |                  |                  |                  |                  |                  |  |  |              |              |              |              |              |              |  |  |             |             |             |             |             |             |  |  | Dã Tốc Cai     | Dã Tốc Cai     | Dã Tốc Cai     | Dã Tốc Cai     | Dã Tốc Cai     | Dã Tốc Cai     |  |  |                     |                     |                     |                     |                     |                     |  |  |             |             |             |             |             |             |  |  |  |  |  |  |  |  |  |  |  |  |  |  |
|               |               |               |               |               |               |  |  |                  |                  |                  |                  |                  |                  |  |  |              |              |              |              |              |              |  |  |             |             |             |             |             |             |  |  |                |                |                |                |                |                |  |  |                     |                     |                     |                     |                     |                     |  |  |             |             |             |             |             |             |  |  |  |  |  |  |  |  |  |  |  |  |  |  |
|               |               |               |               |               |               |  |  |                  |                  |                  |                  |                  |                  |  |  |              |              |              |              |              |              |  |  |             |             |             |             |             |             |  |  |                |                |                |                |                |                |  |  |                     |                     |                     |                     |                     |                     |  |  |             |             |             |             |             |             |  |  |  |  |  |  |  |  |  |  |  |  |  |  |
| Bột Nhi Thiếp | Bột Nhi Thiếp | Bột Nhi Thiếp | Bột Nhi Thiếp | Bột Nhi Thiếp | Bột Nhi Thiếp |  |  | Thành Cát Tư Hãn | Thành Cát Tư Hãn | Thành Cát Tư Hãn | Thành Cát Tư Hãn | Thành Cát Tư Hãn | Thành Cát Tư Hãn |  |  | Cáp Tát Nhi  | Cáp Tát Nhi  | Cáp Tát Nhi  | Cáp Tát Nhi  | Cáp Tát Nhi  | Cáp Tát Nhi  |  |  | Hợp Xích Ôn | Hợp Xích Ôn | Hợp Xích Ôn | Hợp Xích Ôn | Hợp Xích Ôn | Hợp Xích Ôn |  |  | Thiết Mộc Cách | Thiết Mộc Cách | Thiết Mộc Cách | Thiết Mộc Cách | Thiết Mộc Cách | Thiết Mộc Cách |  |  |                     |                     |                     |                     |                     |                     |  |  |             |             |             |             |             |             |  |  |  |  |  |  |  |  |  |  |  |  |  |  |
| Bột Nhi Thiếp | Bột Nhi Thiếp | Bột Nhi Thiếp | Bột Nhi Thiếp | Bột Nhi Thiếp | Bột Nhi Thiếp |  |  | Thành Cát Tư Hãn | Thành Cát Tư Hãn | Thành Cát Tư Hãn | Thành Cát Tư Hãn | Thành Cát Tư Hãn | Thành Cát Tư Hãn |  |  | Cáp Tát Nhi  | Cáp Tát Nhi  | Cáp Tát Nhi  | Cáp Tát Nhi  | Cáp Tát Nhi  | Cáp Tát Nhi  |  |  | Hợp Xích Ôn | Hợp Xích Ôn | Hợp Xích Ôn | Hợp Xích Ôn | Hợp Xích Ôn | Hợp Xích Ôn |  |  | Thiết Mộc Cách | Thiết Mộc Cách | Thiết Mộc Cách | Thiết Mộc Cách | Thiết Mộc Cách | Thiết Mộc Cách |  |  |                     |                     |                     |                     |                     |                     |  |  |             |             |             |             |             |             |  |  |  |  |  |  |  |  |  |  |  |  |  |  |
|               |               |               |               |               |               |  |  |                  |                  |                  |                  |                  |                  |  |  |              |              |              |              |              |              |  |  |             |             |             |             |             |             |  |  |                |                |                |                |                |                |  |  |                     |                     |                     |                     |                     |                     |  |  |             |             |             |             |             |             |  |  |  |  |  |  |  |  |  |  |  |  |  |  |
|               |               |               |               |               |               |  |  |                  |                  |                  |                  |                  |                  |  |  |              |              |              |              |              |              |  |  |             |             |             |             |             |             |  |  |                |                |                |                |                |                |  |  |                     |                     |                     |                     |                     |                     |  |  |             |             |             |             |             |             |  |  |  |  |  |  |  |  |  |  |  |  |  |  |
| Truật Xích    | Truật Xích    | Truật Xích    | Truật Xích    | Truật Xích    | Truật Xích    |  |  | Sát Hợp Đài      | Sát Hợp Đài      | Sát Hợp Đài      | Sát Hợp Đài      | Sát Hợp Đài      | Sát Hợp Đài      |  |  | Oa Khoát Đài | Oa Khoát Đài | Oa Khoát Đài | Oa Khoát Đài | Oa Khoát Đài | Oa Khoát Đài |  |  |             |             |             |             |             |             |  |  | Đà Lôi         | Đà Lôi         | Đà Lôi         | Đà Lôi         | Đà Lôi         | Đà Lôi         |  |  | Toa Lỗ Hòa Thiếp Ni | Toa Lỗ Hòa Thiếp Ni | Toa Lỗ Hòa Thiếp Ni | Toa Lỗ Hòa Thiếp Ni | Toa Lỗ Hòa Thiếp Ni | Toa Lỗ Hòa Thiếp Ni |  |  |             |             |             |             |             |             |  |  |  |  |  |  |  |  |  |  |  |  |  |  |
| Truật Xích    | Truật Xích    | Truật Xích    | Truật Xích    | Truật Xích    | Truật Xích    |  |  | Sát Hợp Đài      | Sát Hợp Đài      | Sát Hợp Đài      | Sát Hợp Đài      | Sát Hợp Đài      | Sát Hợp Đài      |  |  | Oa Khoát Đài | Oa Khoát Đài | Oa Khoát Đài | Oa Khoát Đài | Oa Khoát Đài | Oa Khoát Đài |  |  |             |             |             |             |             |             |  |  | Đà Lôi         | Đà Lôi         | Đà Lôi         | Đà Lôi         | Đà Lôi         | Đà Lôi         |  |  | Toa Lỗ Hòa Thiếp Ni | Toa Lỗ Hòa Thiếp Ni | Toa Lỗ Hòa Thiếp Ni | Toa Lỗ Hòa Thiếp Ni | Toa Lỗ Hòa Thiếp Ni | Toa Lỗ Hòa Thiếp Ni |  |  |             |             |             |             |             |             |  |  |  |  |  |  |  |  |  |  |  |  |  |  |
|               |               |               |               |               |               |  |  |                  |                  |                  |                  |                  |                  |  |  |              |              |              |              |              |              |  |  |             |             |             |             |             |             |  |  |                |                |                |                |                |                |  |  |                     |                     |                     |                     |                     |                     |  |  |             |             |             |             |             |             |  |  |  |  |  |  |  |  |  |  |  |  |  |  |
|               |               |               |               |               |               |  |  |                  |                  |                  |                  |                  |                  |  |  |              |              |              |              |              |              |  |  |             |             |             |             |             |             |  |  |                |                |                |                |                |                |  |  |                     |                     |                     |                     |                     |                     |  |  |             |             |             |             |             |             |  |  |  |  |  |  |  |  |  |  |  |  |  |  |
|               |               |               |               |               |               |  |  |                  |                  |                  |                  |                  |                  |  |  | Quý Do       | Quý Do       | Quý Do       | Quý Do       | Quý Do       | Quý Do       |  |  | Mông Kha    | Mông Kha    | Mông Kha    | Mông Kha    | Mông Kha    | Mông Kha    |  |  | Hốt Tất Liệt   | Hốt Tất Liệt   | Hốt Tất Liệt   | Hốt Tất Liệt   | Hốt Tất Liệt   | Hốt Tất Liệt   |  |  | Húc Liệt Ngột       | Húc Liệt Ngột       | Húc Liệt Ngột       | Húc Liệt Ngột       | Húc Liệt Ngột       | Húc Liệt Ngột       |  |  | A Lý Bất Ca | A Lý Bất Ca | A Lý Bất Ca | A Lý Bất Ca | A Lý Bất Ca | A Lý Bất Ca |  |  |  |  |  |  |  |  |  |  |  |  |  |  |
|               |               |               |               |               |               |  |  |                  |                  |                  |                  |                  |                  |  |  | Quý Do       | Quý Do       | Quý Do       | Quý Do       | Quý Do       | Quý Do       |  |  | Mông Kha    | Mông Kha    | Mông Kha    | Mông Kha    | Mông Kha    | Mông Kha    |  |  | Hốt Tất Liệt   | Hốt Tất Liệt   | Hốt Tất Liệt   | Hốt Tất Liệt   | Hốt Tất Liệt   | Hốt Tất Liệt   |  |  | Húc Liệt Ngột       | Húc Liệt Ngột       | Húc Liệt Ngột       | Húc Liệt Ngột       | Húc Liệt Ngột       | Húc Liệt Ngột       |  |  | A Lý Bất Ca | A Lý Bất Ca | A Lý Bất Ca | A Lý Bất Ca | A Lý Bất Ca | A Lý Bất Ca |  |  |  |  |  |  |  |  |  |  |  |  |  |  |
|               |               |               |               |               |               |  |  |                  |                  |                  |                  |                  |                  |  |  |              |              |              |              |              |              |  |  |             |             |             |             |             |             |  |  | Chân Kim       |                |                |                |                |                |  |  |                     |                     |                     |                     |                     |                     |  |  |             |             |             |             |             |             |  |  |  |  |  |  |  |  |  |  |  |  |  |  |
|               |               |               |               |               |               |  |  |                  |                  |                  |                  |                  |                  |  |  |              |              |              |              |              |              |  |  |             |             |             |             |             |             |  |  |                |                |                |                |                |                |  |  |                     |                     |                     |                     |                     |                     |  |  |             |             |             |             |             |             |  |  |  |  |  |  |  |  |  |  |  |  |  |  |
|               |               |               |               |               |               |  |  |                  |                  |                  |                  |                  |                  |  |  |              |              |              |              |              |              |  |  |             |             |             |             |             |             |  |  | Thiết Mục Nhĩ  |                |                |                |                |                |  |  |                     |                     |                     |                     |                     |                     |  |  |             |             |             |             |             |             |  |  |  |  |  |  |  |  |  |  |  |  |  |  |

## Phụ chú
1. ↑  Khoảnh đất của Oa Khoát Đài có phần nhỏ hơn do khi về sau được lập làm hãn theo kế hoạch thì ông sẽ có thêm nhiều đất tư.[43]

### Dẫn chú
1. 1 2 3 4  Moule 1957, tr. 102.
2. ↑  Atwood 2004, tr. 542; Togan 2016, tr. 417–418.
3. ↑  Togan 2016, tr. 416–420.
4. ↑  Atwood 2004, tr. 46, 542.
5. ↑  Mote 1999, tr. 428; Ratchnevsky 1991, tr. 228.
6. ↑  Atwood 2004, tr. 4; Mote 1999, tr. 428.
7. ↑  May 2018, tr. 51.
8. ↑  Ratchnevsky 1993, tr. 77–78; Atwood 2004, tr. 542.
9. ↑  Atwood 2004, tr. 425, 542; Mote 1999, tr. 417–420; Ratchnevsky 1991, tr. 80.
10. ↑  Atwood 2004, tr. 21, 511–512.
11. ↑  Broadbridge 2018, tr. 91, 233.
12. ↑  Atwood 2004, tr. 542; Mote 1999, tr. 428; Ratchnevsky 1991, tr. 89–90.
13. ↑  May 2018, tr. 51–52; Ratchnevsky 1991, tr. 110.
14. ↑  Atwood 2004, tr. 542; Sverdrup 2017, tr. 114.
15. ↑  Jackson 2017, tr. 77–78; Buniyatov 2015, tr. 114–117.
16. ↑  Biran 2012, tr. 56–58; Jackson 2017, tr. 78.
17. ↑  Boyle 2007, tr. 308–311.
18. ↑  Boyle 2007, tr. 311–314; Manz 2010, tr. 134–135.
19. ↑  Jackson 2017, tr. 79; Manz 2010, tr. 134–135; Boyle 2007, tr. 312.
20. ↑  Reinert 2011.
21. ↑  Manz 2010, tr. 134–135; Jackson 2017, tr. 79; Sverdrup 2017, tr. 160–161.
22. ↑  Boyle 2007, tr. 313.
23. ↑  Man 2004, tr. 175–176; Boyle 2007, tr. 313.
24. ↑  Boyle 2007, tr. 313–314; Man 2004, tr. 176–177.
25. ↑  Boyle 2007, tr. 306–307.
26. ↑  Biran 2012, tr. 60; Boyle 2007, tr. 310, 314; Jackson 2017, tr. 80.
27. ↑  Boyle 2007, tr. 317.
28. ↑  Boyle 2007, tr. 314; Sverdrup 2017, tr. 161.
29. ↑  Atwood 2004, tr. 343; Boyle 2007, tr. 314–315; Morgan 1986, tr. 74.
30. ↑  Biran 2012, tr. 60; Man 2004, tr. 174.
31. ↑  Jackson 2017, tr. 80.
32. ↑  Boyle 2007, tr. 315.
33. ↑  Boyle 2007, tr. 315–317.
34. ↑  Boyle 2007, tr. 316.
35. ↑  Atwood 2004, tr. 344; Morgan 1986, tr. 74–77.
36. ↑  Man 2004, tr. 178–179.
37. ↑  Atwood 2004, tr. 344; May 2018, tr. 63; Morgan 1986, tr. 78.
38. ↑  Biran 2012, tr. 64–65.
39. ↑  May 2018, tr. 66.
40. ↑  Fitzhugh, Rossabi & Honeychurch 2009, tr. 109.
41. ↑  Togan 2016, tr. 408–409; May 2018, tr. 68.
42. ↑  Atwood 2004, tr. 45.
43. ↑  Biran 2012, tr. 69.
44. ↑  Favereau 2021, tr. 65; Atwood 2004, tr. 18; Biran 2012, tr. 69.
45. ↑  Atwood 2004, tr. 277, 362.
46. ↑  Atwood 2015, tr. 264–267.
47. ↑  Atwood 2015, tr. 268–269.